# 로트크로이츠역
로트크로이츠역(독일어: Bahnhof Rotkreuz)은 스위스 추크주 리쉬-로트크로이츠 지자체에 있는 기차역이다. 그것은 스위스 연방 철도의 표준궤 루퍼스빌-이멘제선과 추크-루체른선의 교차점에 위치해 있다.

## 운행편
다음 서비스는 로트크로이츠에서 정차한다.
- 인터레기오: 루체른과 콘스탄츠 간 매시간 운행 .
- 루체른 S반 S1 / 추크 슈타트반 S1: 주르제까지 30분 간격으로 운행하고 바르까지 15분 간격으로 운행한다.
- 아르가우 S반: 렌츠부르크까지 30분 운행, 다른 모든 열차는 올텐까지 계속 운행한다.